# Juan Carlos Zabala

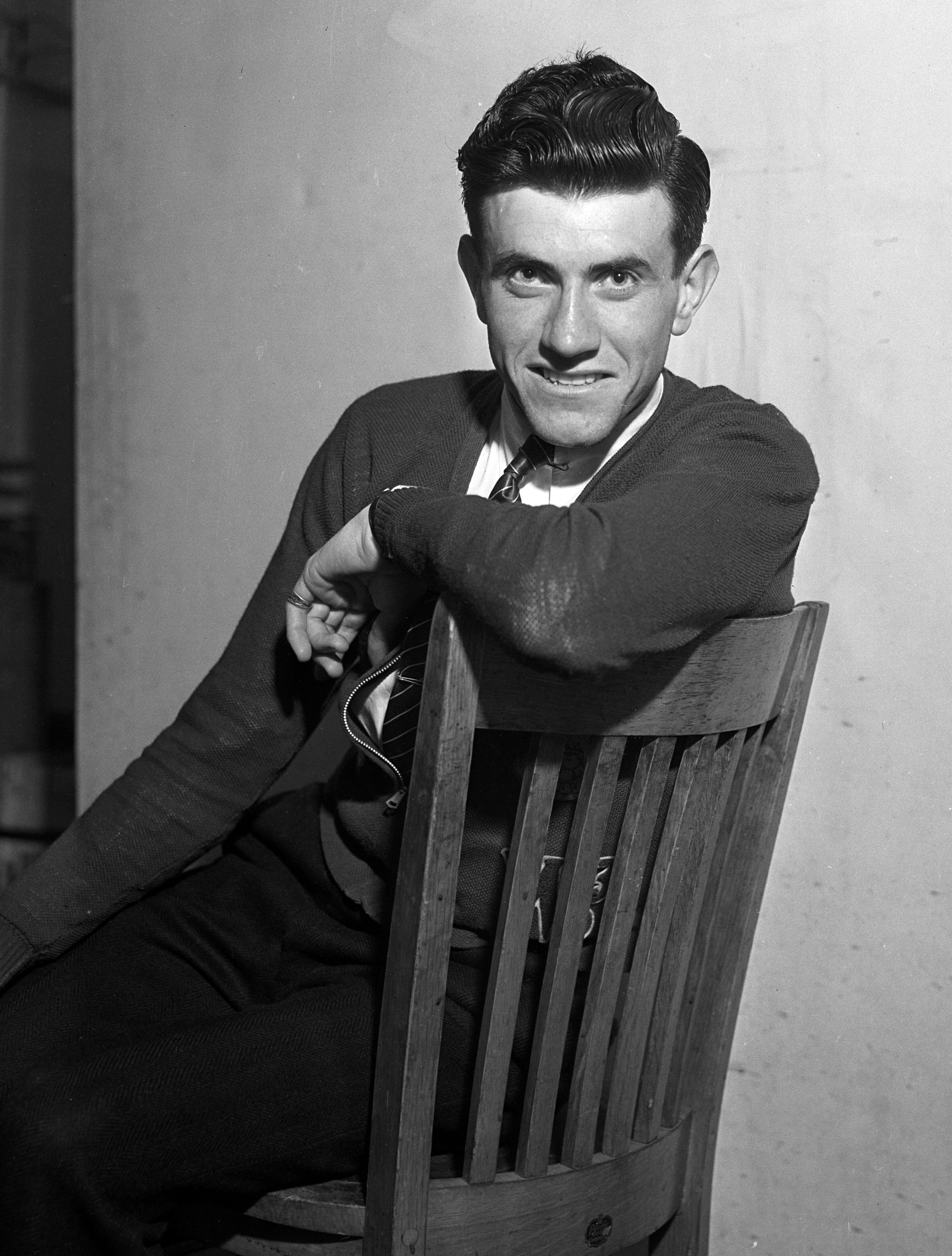
Juan Carlos Zabala, 1932

Juan Carlos Zabala (* 11. Oktober 1911 in Rosario; † 24. Januar 1983 in Buenos Aires) war ein argentinischer Langstreckenläufer und Olympiasieger im Marathon von 1932.

## Leben
Er betrieb zunächst Fußball, Basketball und Schwimmsport, bevor er 1927 seinen späteren Trainer Alexander Stirling traf. Auf Vereinsebene trat er für Sportivo Barracas an.
Ende Oktober 1931 siegte er beim Košice-Marathon, und zehn Tage später stellte er einen Weltrekord über 30 km (1:42:30,4 h) auf.
Sein sportlicher Höhepunkt waren die Olympischen Spiele 1932 in Los Angeles. Zabala lief fast über die komplette Distanz in der führenden Gruppe. Als nur noch 4 km zu laufen waren, riss er sich aus der Gruppe los und kam 20 Sekunden vor dem Briten Sam Ferris ins Ziel.
Bei den Olympischen Spielen 1936 in Berlin erreichte den sechsten Platz im 10.000-Meter-Lauf, konnte seinen Marathontitel aber nicht verteidigen. Er übernahm die Führung nach dem Start, wurde aber bei Kilometer 30 von den späteren Gold- und Silbermedaillengewinnern Son Kitei und Ernie Harper überholt und gab kurz danach auf.